# Rob Heeren
Rob Heeren (Hasselt, 29 mei 2002) is een Belgische handbalspeler. 

## Levensloop
Heeren doorliep alle jeugdreeksen bij Hubo Initia Hasselt om in 2020 zijn debuut te maken bij de eerste ploeg. Sinds 2022 komt hij uit voor Initia-erfgenaam Hubo HB. Zijn voorkeurpositie is linkerhoek.
Eind 2021 debuteerde hij voor de Belgische nationale ploeg.